# Прачечная (фильм, 2019)
«Прачечная» (англ. The Laundromat) — драматический фильм режиссёра Стивена Содерберга по сценарию Скотта З. Бёрнса. Впервые показан на 76 Венецианском кинофестивале.

## Сюжет
Фильм рассказывает о группе журналистов, занимающихся расследованием Панамских документов.

## Актёрский состав
- Мерил Стрип — Эллен Мартин
- Гэри Олдмен — Юрген Моссак
- Антонио Бандерас — Рамон Фонсека
- Шэрон Стоун — Ханна
- Розалинд Чао — Гу Кайлай
- Дэвид Швиммер — Мэттью Куирк
- Уилл Форте — обреченный гринго
- Маттиас Схунартс — Мэйвуд
- Джеффри Райт — Мальчус Ирвин Бонкэмпер
- Крис Парнелл — обреченный гринго
- Джеймс Кромвелл — Джозеф Мартин
- Мелисса Рауш — Мелани Мартин
- Ларри Уилмор — Джефф
- Роберт Патрик — капитан Перри

## Производство
В июле 2016 года было объявлено, что Стивен Содерберг займётся продюсированием безымянного фильма об утечке Панамских документов. В апреле 2018 года было объявлено, что Содерберг также займётся режиссурой фильма, получившего название «Прачечная». Сценарий картины написал Скотт З. Бёрнс на основе книги Джейка Бернстайна. В мае 2018 года к актёрскому составу фильма присоединились Мерил Стрип, Гэри Олдмен и Антонио Бандерас. В августе того же года к фильму присоединился Алекс Петтифер. В октябре было объявлено, что сервис Netflix приобрёл дистрибьюторские права на фильм, а к актёрскому составу присоединились Дэвид Швиммер и Уилл Форте. В том же месяце к касту присоединились Маттиас Схунартс, Джеффри Райт, Крис Парнелл, Джеймс Кромвелл, Мелисса Рауш, Ларри Уилмор и Роберт Патрик.
Съёмки фильма начались 30 сентября 2018 года.
Фильм был впервые показан на 76 Венецианском кинофестивале в сентябре 2019 года.